# 3-D Secure

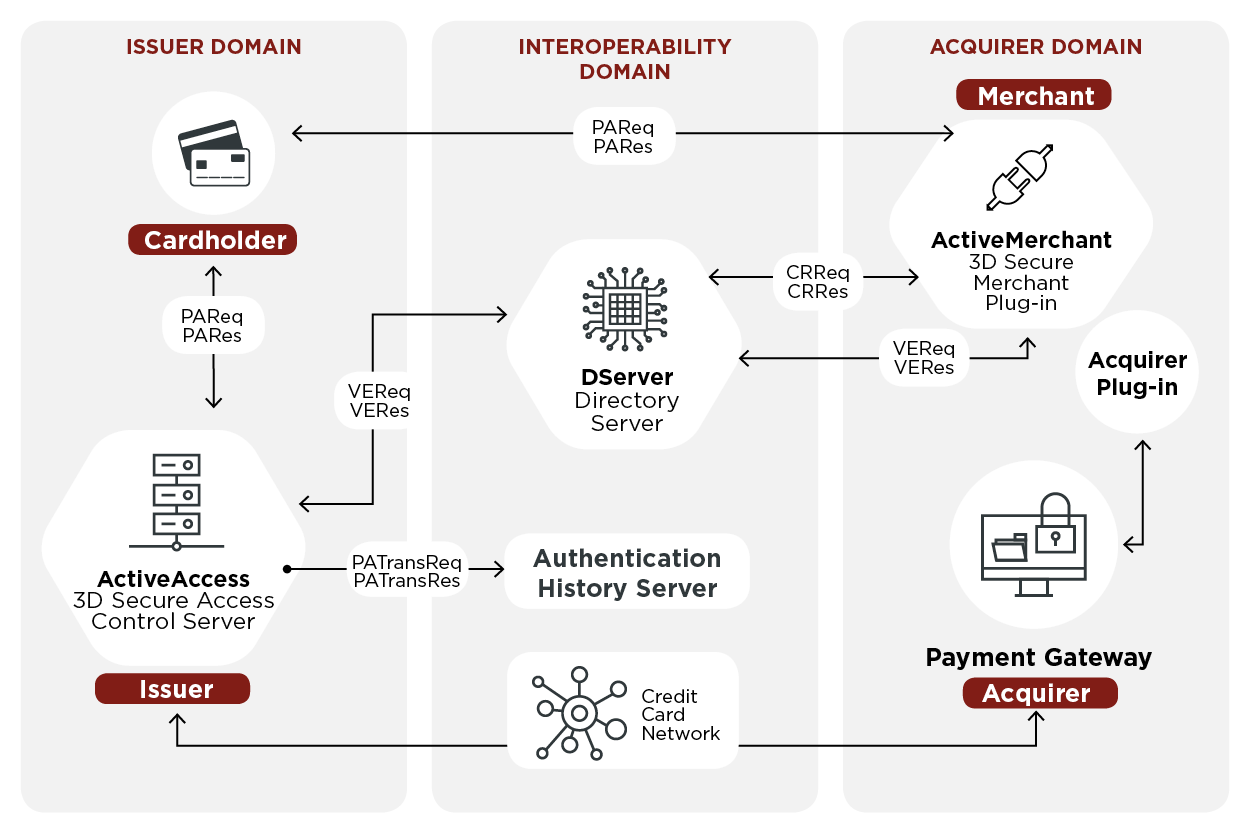
Flusso di 3D Secure

3-D Secure è un protocollo basato su XML progettato per essere uno strato di sicurezza supplementare per le transazioni con carta di credito o debito via internet.
Fu sviluppato in origine da Arcot System (ora CA Technologies) e messo a sistema per prima da Visa con l'intenzione di migliorare la sicurezza dei pagamenti, il servizio che offrì si chiamava  "Verified by Visa" (Verificato da Visa). Successivamente MasterCard creò il servizio "MasterCard SecureCode" e JCB International come J/Secure.
American Express aggiunse 3-D Secure l'8 novembre 2010, come: "American Express SafeKey".
A livello pratico, 3-D Secure è utile per proteggere ed autenticare le transazioni ovvero i pagamenti online: inserisce infatti un livello di protezione intermedio tra la richiesta di pagamento (inserita ad esempio con i dati della carta) e l'effettivo addebito sulla carta. Per confermarla, infatti, 3-D Secure prevede l'invio di un SMS (di solito) al cellulare del proprietario della carta, che contiene un codice casuale di 6 cifre; solo dopo averlo inserito correttamente il prelievo dalla carta sarà effettuato, diversamente no.